# Sven Mende
Sven Mende (Göppingen, 1994. január 18. –) német korosztályos válogatott labdarúgó, aki jelenleg a Hamburger SV játékosa.

## Statisztika
| Klub információ       | Klub információ       | Klub információ            | Bajnokság | Bajnokság | Kupa      | Kupa      | Nemzetközi | Nemzetközi | Összesen | Összesen |
| Szezon                | Klub                  | Bajnokság                  | Mérk.     | Gól       | Mérk.     | Gól       | Mérk.      | Gól        | Mérk.    | Gól      |
| Németország           | Németország           | Németország                | Bajnokság | Bajnokság | DFB-Pokal | DFB-Pokal | UEFA       | UEFA       | Összesen | Összesen |
| --------------------- | --------------------- | -------------------------- | --------- | --------- | --------- | --------- | ---------- | ---------- | -------- | -------- |
| 2012–13               | VfB Stuttgart II      | 3. Liga                    | 3         | 0         | 0         | 0         | 0          | 0          | 3        | 0        |
| 2013–14               | Karlsruher II         | Oberliga Baden-Württemberg | 24        | 1         | 0         | 0         | 0          | 0          | 24       | 1        |
| 2014–15               | Hamburger SV II       | Regionalliga Nord          | 29        | 0         | 3         | 0         | 0          | 0          | 29       | 0        |
| 2014–15               | Hamburger SV          | Bundesliga                 | 0         | 0         | 0         | 0         | 0          | 0          | 0        | 0        |
| Összesen              | Németország           | Németország                | 56        | 0         | 0         | 0         | 0          | 0          | 56       | 0        |
| Karrier teljesítménye | Karrier teljesítménye | Karrier teljesítménye      | 56        | 0         | 0         | 0         | 0          | 0          | 56       | 0        |

## Sikerei, díjai
- Németország U17
  - U17-es labdarúgó-Európa-bajnokság ezüstérmes: 2011
  - U17-es labdarúgó-világbajnokság bronzérmes: 2011